# Lista najwyższych kominów

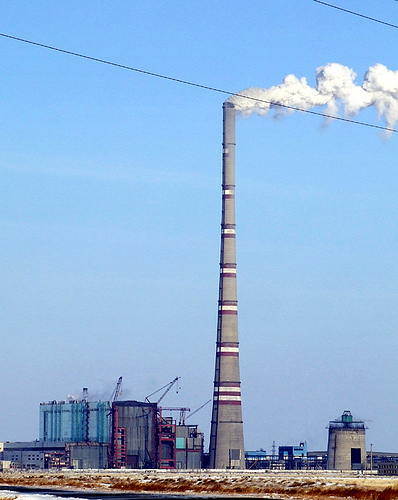
Najwyższy na świecie 420-metrowy komin wchodzący w skład Elektrowni GRES-2 w Kazachstanie

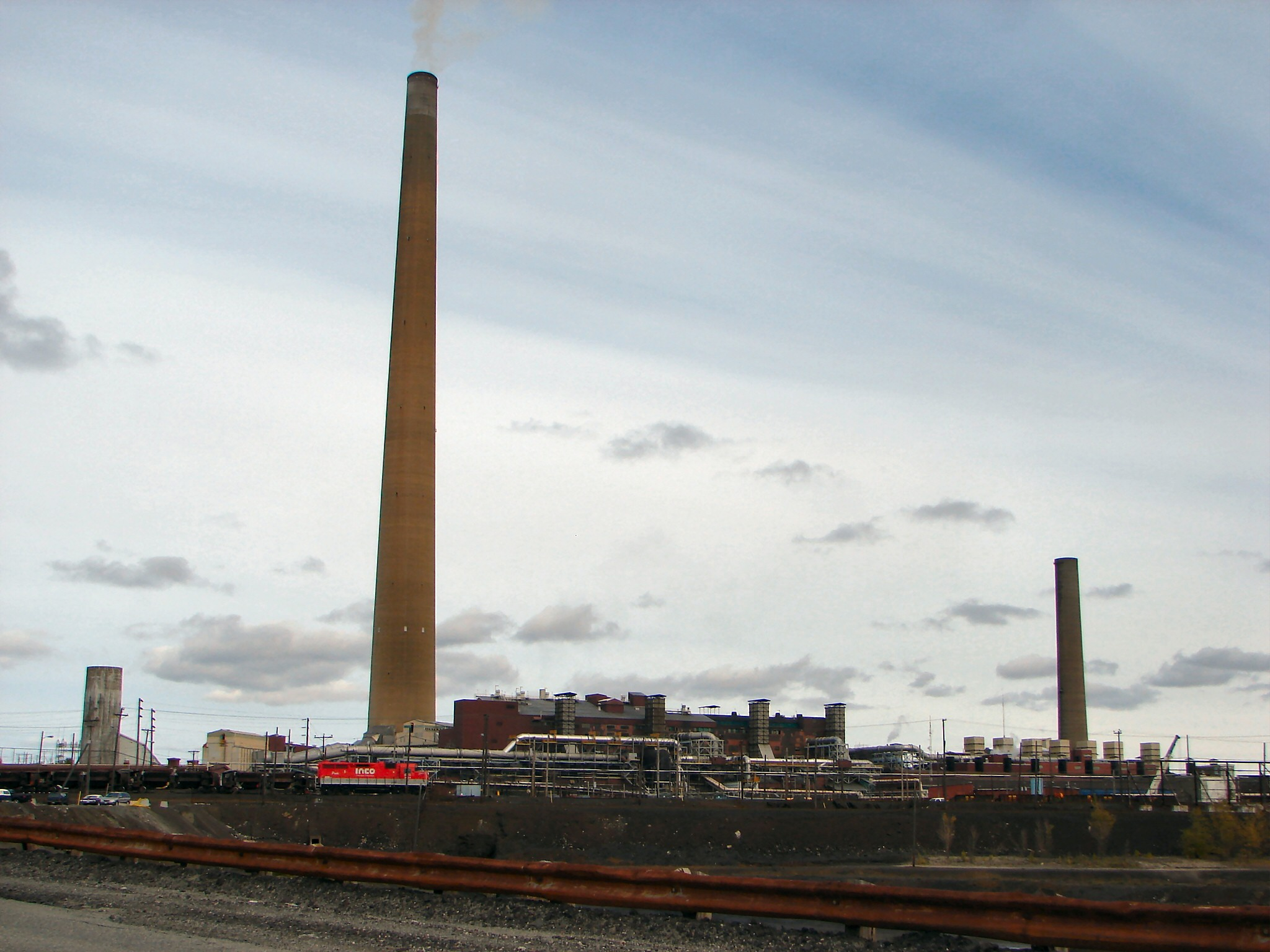
380-metrowy Inco Superstack w Kanadzie to drugi co do wysokości komin na świecie, a najwyższy na zachodniej półkuli. Rozprzestrzenia on gazy w promieniu do 150 mil (około 240 kilometrów)

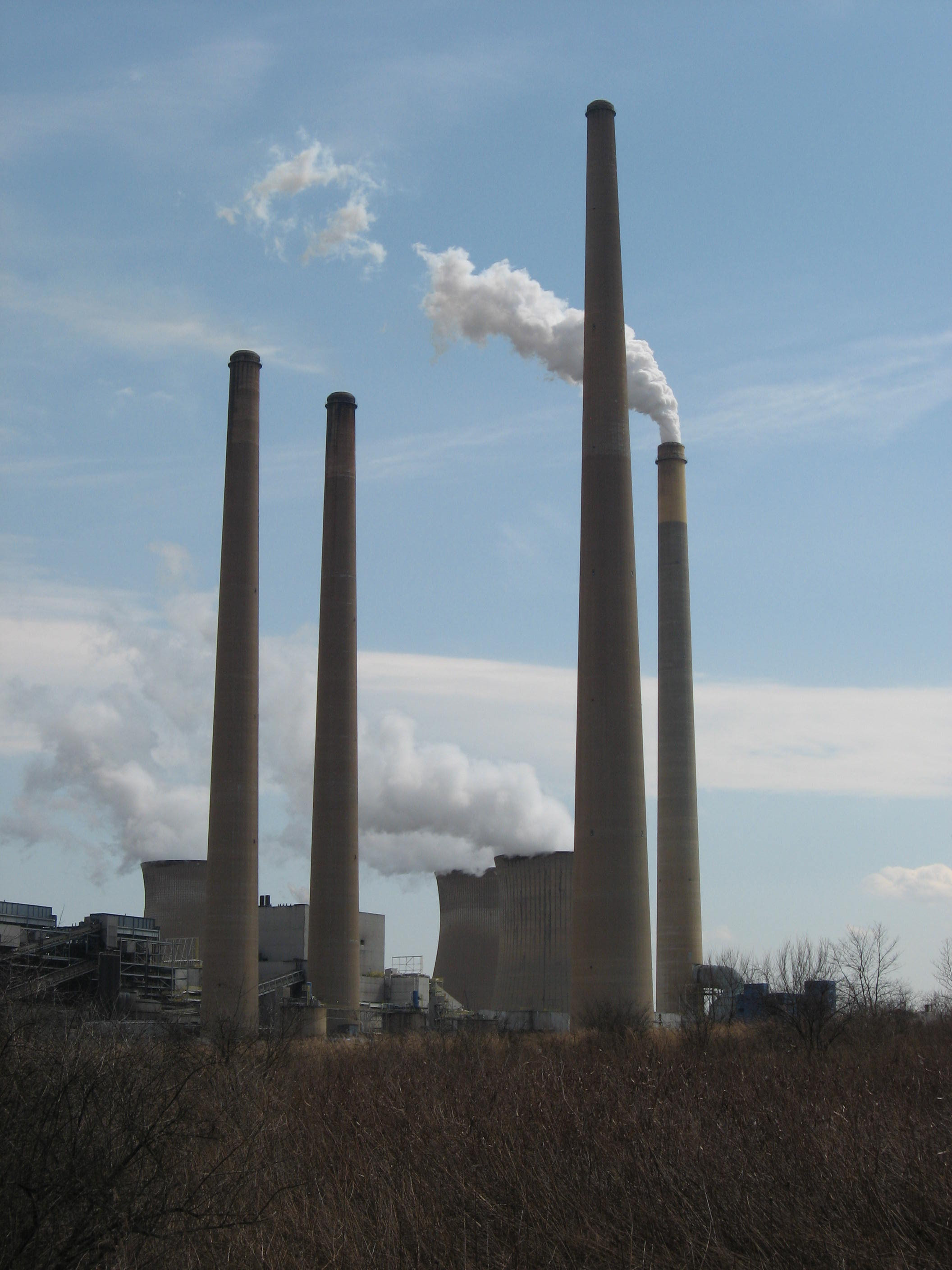
Kominy elektrowni w Homer City. Najwyższy z nich ma wysokość 371 metrów, co czyni go najwyższym kominem w USA i trzecim co do wysokości na świecie

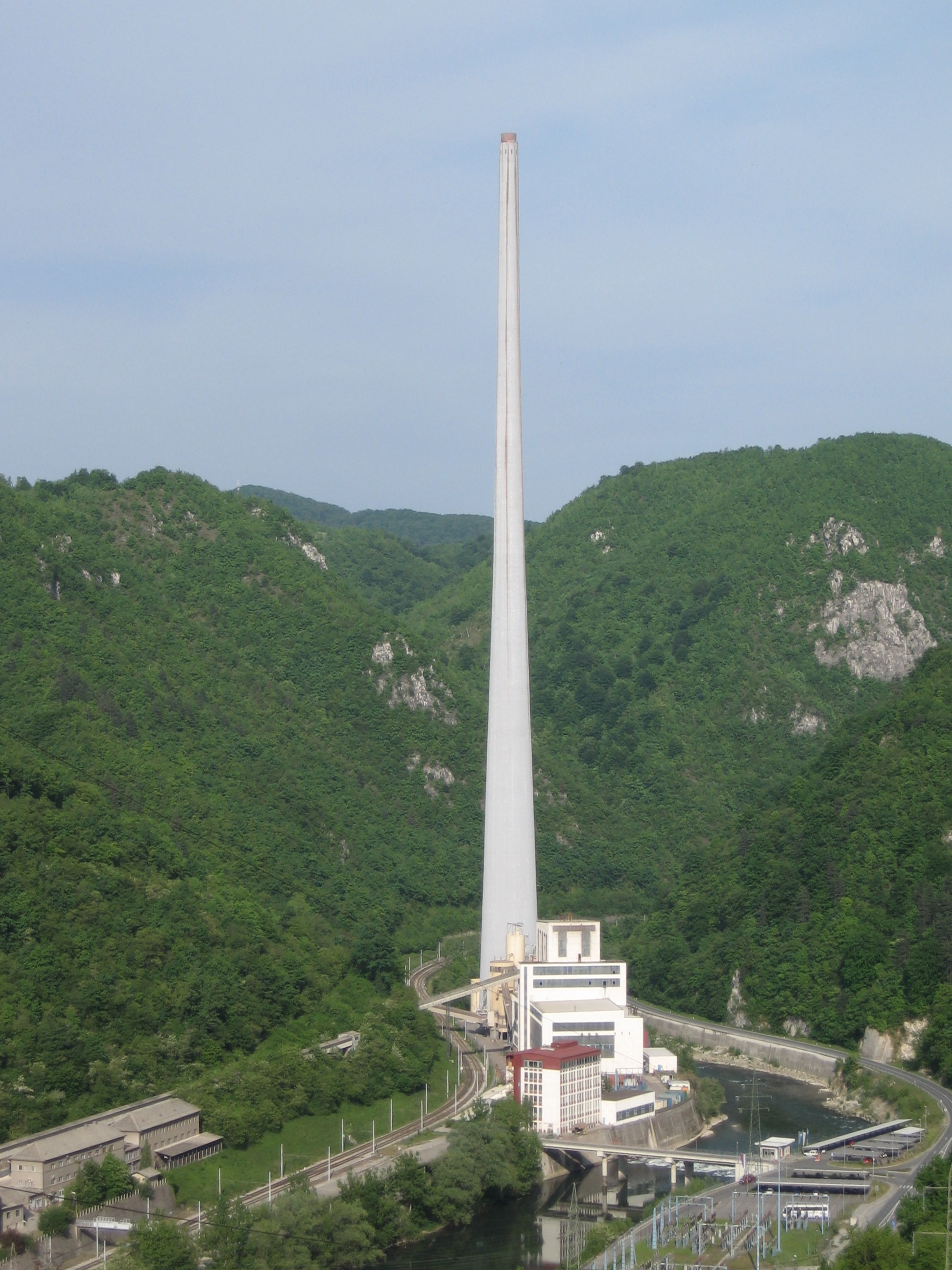
360-metrowy komin w Trbovlju w Słowenii jest najwyższą tego typu konstrukcją w Europie

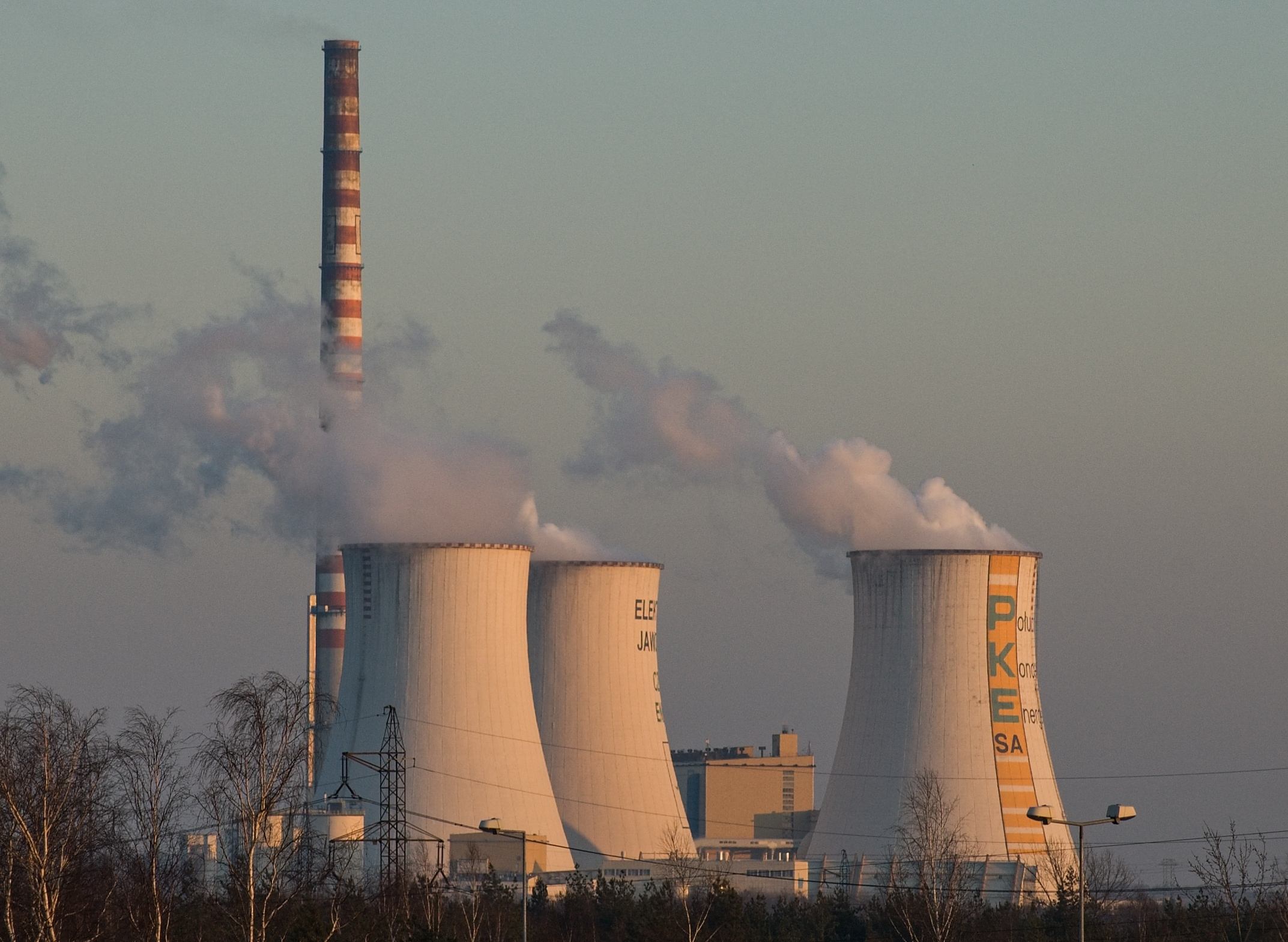
Najwyższy w Polsce komin będący częścią Elektrowni Jaworzno ma 306 metrów wysokości

Wysokie kominy zaczęły powstawać wraz z rozwojem przemysłu. Początkowo budowano je z cegieł, a w późniejszych latach głównie z betonu i stali. Kominy od dawna należą do najwyższych budowli na świecie, a w wielu krajach (w tym w Polsce) są najwyższymi konstrukcjami wolno stojącymi. Choć żaden z kominów nigdy nie był najwyższą konstrukcją stworzoną przez człowieka, to może to się zmienić wraz z rozpoczęciem konstrukcji wież słonecznych.
Lista zawiera najwyższe na świecie kominy wraz z ich wysokością, lokalizacją i rokiem budowy.

## Zestawienie kominów mających przynajmniej 300 metrów wysokości
| Nazwa                                    | Lokalizacja – miasto          | Lokalizacja – kraj   | Wysokość | Rok ukończenia budowy | Opis                                   |
| ---------------------------------------- | ----------------------------- | -------------------- | -------- | --------------------- | -------------------------------------- |
| Komin elektrowni GRES-2                  | Ekibastuz                     | Kazachstan           | 419,7 m  | 1987                  | Najwyższy komin na świecie             |
| Inco Superstack                          | Sudbury, Ontario              | Kanada               | 380 m    | 1971                  | Najwyższy komin na zachodniej półkuli  |
| Komin elektrowni w Homer City            | Homer City, Pensylwania       | Stany Zjednoczone    | 371 m    | 1977                  |                                        |
| Kennecott Smokestack                     | Tooele, Utah                  | Stany Zjednoczone    | 370,4 m  | 1974                  |                                        |
| Komin w Szarypowie                       | Szarypowo                     | Rosja                | 370 m    | 1985                  |                                        |
| Komin elektrowni Mitchell                | Moundsville, Wirginia         | Stany Zjednoczone    | 367,6 m  | 1971                  |                                        |
| Komin w Trbovlju                         | Trbovlje                      | Słowenia             | 360 m    | 1976                  | Najwyższy komin w Europie              |
| Endesa Termic                            | As Pontes                     | Hiszpania            | 356 m    | 1974                  |                                        |
| Komin huty miedzi Phoenix                | Baia Mare                     | Rumunia              | 351,5 m  | 1995                  |                                        |
| Komin elektrowni w Syrdarya              | Syrdarya                      | Uzbekistan           | 350 m    | 1980                  |                                        |
| Komin elektrowni w Teruel                | Teruel                        | Hiszpania            | 343 m    | 1981                  |                                        |
| Komin elektrowni w Plomin                | Plomin                        | Chorwacja            | 340 m    | 1999                  |                                        |
| Komin elektrowni Mountaineer             | New Haven, Wirginia Zachodnia | Stany Zjednoczone    | 336 m    | 1980                  |                                        |
| Komin elektrowni GRES-1                  | Jekybastuz                    | Kazachstan           | 330 m    | 1982                  |                                        |
| Kominy elektrowni Permskaya GRES         | Dobrianka                     | Rosja                | 330 m    | 1987                  |                                        |
| Kominy elektrowni Reftinskaya GRES       | Reftinskij                    | Rosja                | 330 m    | 1980                  |                                        |
| Komin elektrowni TETs5                   | Charków                       | Ukraina              | 330 m    | 1981                  |                                        |
| Komin elektrowni Zuevskaya GRES          | Zuhres                        | Ukraina              | 330 m    | 1981                  |                                        |
| Komin elektrowni Maritza East            | Stara Zagora                  | Bułgaria             | 325 m    | 1977/1980             |                                        |
| Kominy elektrowni Kirishskya GRES-1      | Kiriszy                       | Rosja                | 320 m    | 1984/1986             |                                        |
| Komin elektrowni Ryazanskaya GRES        | Nowomiczurinsk                | Rosja                | 320 m    | 1973                  |                                        |
| Kominy elektrowni w Tobolsku             | Tobolsk                       | Rosja                | 320 m    | 1983                  |                                        |
| Komin elektrowni Kostromskaya GRES       | Wołgoreczensk                 | Rosja                | 320 m    | 1980                  |                                        |
| Komin elektrowni Zaporozhskaya GRES      | Enerhodar                     | Ukraina              | 320 m    | 1972                  |                                        |
| Komin elektrowni Uglegorskaya GRES       | Solncedar                     | Ukraina              | 320 m    | 1971                  |                                        |
| Komin elektrowni w Rockport              | Rockport, Indiana             | Stany Zjednoczone    | 316.4 m  | 1984                  |                                        |
| Komin elektrowni w Ugljevik              | Ugljevik                      | Bośnia i Hercegowina | 310 m    | 1985                  |                                        |
| Komin elektrowni Buschhaus               | Helmstedt, Dolna Saksonia     | Niemcy               | 307 m    | 1984                  |                                        |
| Komin elektrowni w Jaworznie             | Jaworzno                      | Polska               | 306 m    | 1977                  |                                        |
| Komin elektrowni Harrisona               | Haywood, Wirginia Zachodnia   | Stany Zjednoczone    | 305 m    | 1994                  |                                        |
| Komin elektrowni Roberta W Scherera      | Macon, Georgia                | Stany Zjednoczone    | 305 m    | 1983/1985             |                                        |
| Komin elektrowni Independence            | Newark, Arkansas              | Stany Zjednoczone    | 305 m    | 1983                  |                                        |
| Komin elektrowni Kyger Creek             | Gallipolis, Ohio              | Stany Zjednoczone    | 305 m    | 1980                  |                                        |
| Komin elektrowni White Bluff             | Pine Bluff, Arkansas          | Stany Zjednoczone    | 305 m    | 1980                  |                                        |
| Komin elektrowni Harllee Branch          | Milledgeville, Georgia        | Stany Zjednoczone    | 305 m    | 1978                  |                                        |
| Komin elektrowni Widows Creek            | Stevenson, Alabama            | Stany Zjednoczone    | 305 m    | 1977                  |                                        |
| Komin elektrowni Hal B. Wansleya         | Carrollton, Georgia           | Stany Zjednoczone    | 305 m    | 1976                  |                                        |
| Komin elektrowni w Kingston              | Kingston, Tennessee           | Stany Zjednoczone    | 305 m    | 1976                  |                                        |
| Komin elektrowni w Cumberland            | Cumberland City, Tennessee    | Stany Zjednoczone    | 305 m    | 1970                  |                                        |
| Komin elektrowni W.H. Sammisa            | Stratton, Ohio                | Stany Zjednoczone    | 305 m    | 1970                  |                                        |
| Komin elektrowni Conemaugh               | Seward, Pensylwania           | Stany Zjednoczone    | 305 m    | 1970                  |                                        |
| Komin huty w Hayden                      | Hayden, Arizona               | Stany Zjednoczone    | 305 m    | ?                     |                                        |
| Komin fabryki Bowen Coal                 | Taylorsville, Georgia         | Stany Zjednoczone    | 305 m    | 1975                  |                                        |
| Komin elektrowni w Chvaletice            | Chvaletice                    | Czechy               | 305 m    | 1977                  |                                        |
| Komin elektrowni Scholven                | Gelsenkirchen                 | Niemcy               | 302 m    | 1975                  |                                        |
| Komin elektrowni w Chemnitz              | Chemnitz                      | Niemcy               | 301,8 m  | 1984                  |                                        |
| Komin fabryki paliw syntetycznych SASOL  | Secunda                       | Południowa Afryka    | 301 m    | 1979                  | Najwyższy komin na południowej półkuli |
| Komin elektrowni w Bełchatowie           | Bełchatów                     | Polska               | 300 m    | 1979                  |                                        |
| Komin elektrowni w Rybniku               | Rybnik                        | Polska               | 300 m    | 1974                  |                                        |
| Komin elektrociepłowni Warszawa-Kawęczyn | Warszawa Kawęczyn             | Polska               | 300 m    | 1983                  |                                        |
| Komin elektrowni w Prunéřov              | Prunéřov                      | Czechy               | 300 m    | 1981                  |                                        |
| Komin elektrowni w Tušimice              | Tušimice                      | Czechy               | 300 m    | 1974                  |                                        |
| Komin elektrowni w Jänschwalde           | Jänschwalde                   | Niemcy               | 300 m    | 1981                  |                                        |
| Komin elektrowni w Walsum                | Walsum                        | Niemcy               | 300 m    | 1988                  |                                        |
| Komin elektrowni w Herne                 | Herne                         | Niemcy               | 300 m    | 1989                  |                                        |
| Komin elektrowni w Boxberg/O.L.          | Boxberg/O.L., Saksonia        | Niemcy               | 300 m    | 1979                  |                                        |
| Komin elektrowni Provence                | Gardanne                      | Francja              | 300 m    | 1984                  |                                        |
| Komin elektrowni Orot Rabin              | Hadera                        | Izrael               | 300 m    | 1997                  |                                        |
| Komin elektrowni w Biszkeku              | Biszkek                       | Kirgistan            | 300 m    | 1989                  |                                        |
| Komin elektrowni w Novaky                | Nováky                        | Słowacja             | 300 m    | 1976                  |                                        |
| Komin elektrowni Duvha                   | Witbank                       | Południowa Afryka    | 300 m    | 1982                  |                                        |
| Komin elektrowni Clifty Creek            | Madison, Indiana              | Stany Zjednoczone    | 300 m    | 1978                  |                                        |